# Vallières (Haute-Savoie)
Vallières is een plaats en voormalige gemeente in het Franse departement Haute-Savoie (regio Auvergne-Rhône-Alpes) en telt 1359 inwoners (2004). De plaats maakt deel uit van het arrondissement Annecy. Vallières is op 1 januari 2019 gefuseerd met de gemeente Val-de-Fier tot de gemeente Vallières-sur-Fier. 

## Geografie
De oppervlakte van Vallières bedraagt 9,0 km², de bevolkingsdichtheid is 151,0 inwoners per km².
De onderstaande kaart toont de ligging van Vallières (Haute-Savoie) met de belangrijkste infrastructuur en aangrenzende gemeenten.

## Demografie
Onderstaande figuur toont het verloop van het inwonertal (bron: INSEE-tellingen).